# Le Pontet, Vaucluse
Le Pontet är en kommun i departementet Vaucluse i regionen Provence-Alpes-Côte d'Azur i sydöstra Frankrike. Kommunen ligger i kantonen Avignon-Nord som tillhör arrondissementet Avignon. År 2022 hade Le Pontet 17 985 invånare.

## Befolkningsutveckling
Antalet invånare i kommunen Le Pontet
| Referens: INSEE |